# Episodi di Goodyear Television Playhouse (quarta stagione)
La quarta stagione della serie televisiva Goodyear Television Playhouse è stata trasmessa in anteprima negli Stati Uniti d'America dalla NBC tra il 26 settembre 1954 e il 14 agosto 1955.
| nº | Titolo originale        | Titolo italiano | Prima TV USA      | Prima TV Italia |
| -- | ----------------------- | --------------- | ----------------- | --------------- |
| 1  | Guilty Is the Stranger  |                 | 26 settembre 1954 |                 |
| 2  | The Personal Touch      |                 | 10 ottobre 1954   |                 |
| 3  | Flight Report           |                 | 7 novembre 1954   |                 |
| 4  | Thunder of Silence      |                 | 21 novembre 1954  |                 |
| 5  | Last Boat from Messina  |                 | 5 dicembre 1954   |                 |
| 6  | Class of '58            |                 | 19 dicembre 1954  |                 |
| 7  | A Case of Pure Fiction  |                 | 2 gennaio 1955    |                 |
| 8  | Doing Her Bit           |                 | 16 gennaio 1955   |                 |
| 9  | The Way Things Happen   |                 | 30 gennaio 1955   |                 |
| 10 | The Rabbit Trap         |                 | 13 febbraio 1955  |                 |
| 11 | Backfire                |                 | 27 febbraio 1955  |                 |
| 12 | My Lost Saints          |                 | 13 marzo 1955     |                 |
| 13 | The Chivington Raid     |                 | 27 marzo 1955     |                 |
| 14 | Beloved Stranger        |                 | 10 aprile 1955    |                 |
| 15 | Do It Yourself          |                 | 24 aprile 1955    |                 |
| 16 | Visit to a Small Planet |                 | 8 maggio 1955     |                 |
| 17 | The Catered Affair      |                 | 22 maggio 1955    |                 |
| 18 | Mr. Dorothy Allen       |                 | 5 giugno 1955     |                 |
| 19 | End of the Mission      |                 | 19 giugno 1955    |                 |
| 20 | Tangled Web             |                 | 3 luglio 1955     |                 |
| 21 | Man on Spikes           |                 | 17 luglio 1955    |                 |
| 22 | The Prizewinner         |                 | 31 luglio 1955    |                 |
| 23 | The Takers              |                 | 14 agosto 1955    |                 |